# Kyane
Kyane (altgriechisch Κυάνη Kyánē, deutsch ‚die Blaue‘, lateinisch Cyane) war in der griechischen Mythologie eine Najade der Cianequelle auf Sizilien. Sie war mit dem Flussgott Anapos verbunden.
Nach Ovid war Cyane eine Gespielin der Persephone (Proserpina), der Tochter der Demeter (Ceres), und lustwandelte mit ihr und der Nymphe Arethusa auf einer Blumenwiese bei Enna auf Sizilien am Lago di Pergusa, der als Eingang zur Unterwelt galt, als Hades (Pluto) Persephone raubte und in die Unterwelt entführte. Sie war mutig genug, den Raub verhindern zu wollen, aber Hades spaltete die Erde und fuhr mit seinem Wagen hinab in die Unterwelt. Kyane war über ihr Versagen so untröstlich, dass sie sich buchstäblich in Tränen auflöste und in die Cianequelle verwandelt wurde:
Zwischen Cyane liegt und Pisa’s Quell Arethusa,

Eine geschlossene Bucht, die ragende Hörner verengen.

Dort war jene, von der den Namen empfangen der Weiher,

Cyane, hochberühmt vor allen sicilischen Nymphen.

Die, aus der Mitte der Flut sich bis an die Hüften erhebend,

Hatte die Göttin erkannt und rief: ›Nicht weiter des Weges!

Darfst du Ceres zum Trotz ihr Eidam werden? Nur Bitten

Standen dir zu, nicht Raub. Wofern mit Großem Geringes

Mir zu vergleichen vergönnt; um mich auch freiet’ Anapis;

Aber ich folgt’ ihm gebeten und nicht, wie diese, geängstigt.‹

Cyane sprach’s, und die Arme gestreckt nach verschiedener Seite

Sperrt sie den Weg. Da hielt der Saturnier länger den Zorn nicht.

Sondern er trieb sein grauses Gespann, und das Königesscepter

Schwang er mit kräftigem Arm und schleudert’ es tief in den Strudel.

Siehe, zum Tartarus that Weg auf die getroffene Erde

Und gab mitten im Schlund Aufnahme dem stürzenden Wagen.

Cyane nun trug Leid um der Göttin Raub und der Quelle

So mißachtetes Recht, und sie trägt untröstliche Wunde

Still in verschwiegener Brust und verzehrt sich völlig in Zähren,

Und in die rinnende Flut, darinnen sie eben als Gottheit

Waltete, wird sie verdünnt. Man sah, wie der Leib sich erweichte,

Biegsam wird das Gebein, und die Nägel die Härte verloren;

Und von der ganzen Gestalt wird flüssig zuerst, was am dünnsten,

Erst ihr bläuliches Haar, dann Finger und Schenkel und Füße –

Gliedern von schmächtiger Art ist ja leicht in kaltes Gewässer

Ueberzugehn. Die Schultern darauf und Rücken und Seite

Schwinden hinweg und die Brust zu rieselnden Bächen geschmolzen.

Endlich ersetzt das lebendige Blut im versehrten Geäder

Wasser, und übrig ist nichts, was wäre mit Händen zu greifen.
Als Demeter auf der Suche nach ihrer Tochter zu dieser Quelle kam, warf die den verlorenen Gürtel der Persephone aus, so dass Demeter ahnen konnte, was geschehen war.
Diodor berichtet von einem jährlichen Fest am Quellheiligtum der Kyane.